# Maria Aparecida Godoy
Maria Aparecida Godoy (Guaratinguetá, São Paulo) é uma roteirista de histórias em quadrinhos.
Escreveu várias histórias para a revista em quadrinhos de terror Calafrio. Publicou uma histórias em quadrinho em formato eletrônico pela editora Nona Arte. Em 1996 ganhou o Prêmio Angelo Agostini, na categoria mestre.